# ブレーカーズ (邸宅)

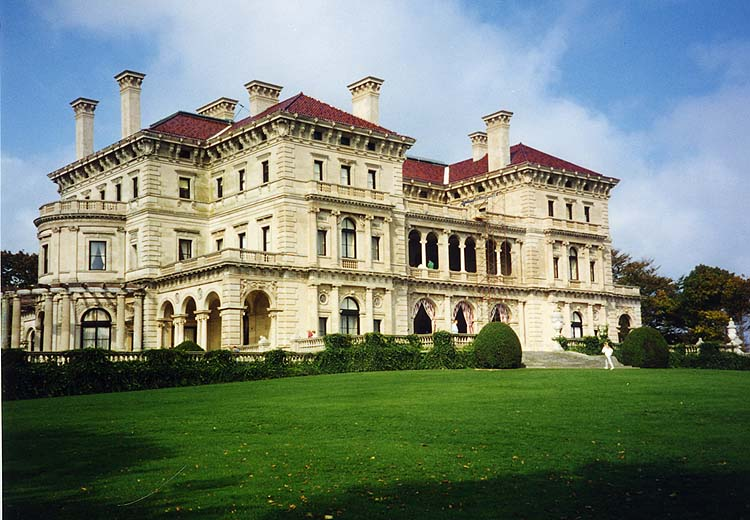

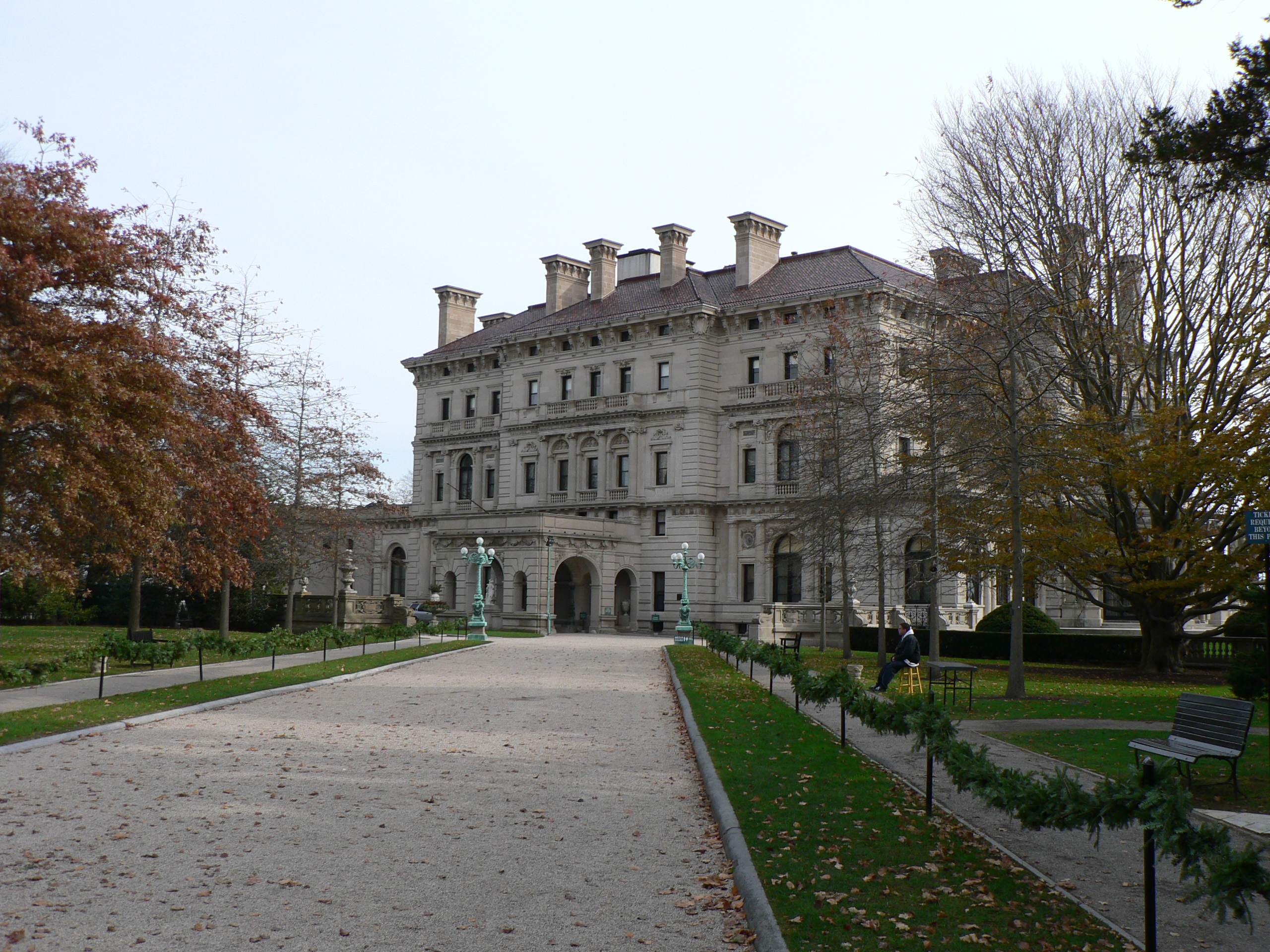

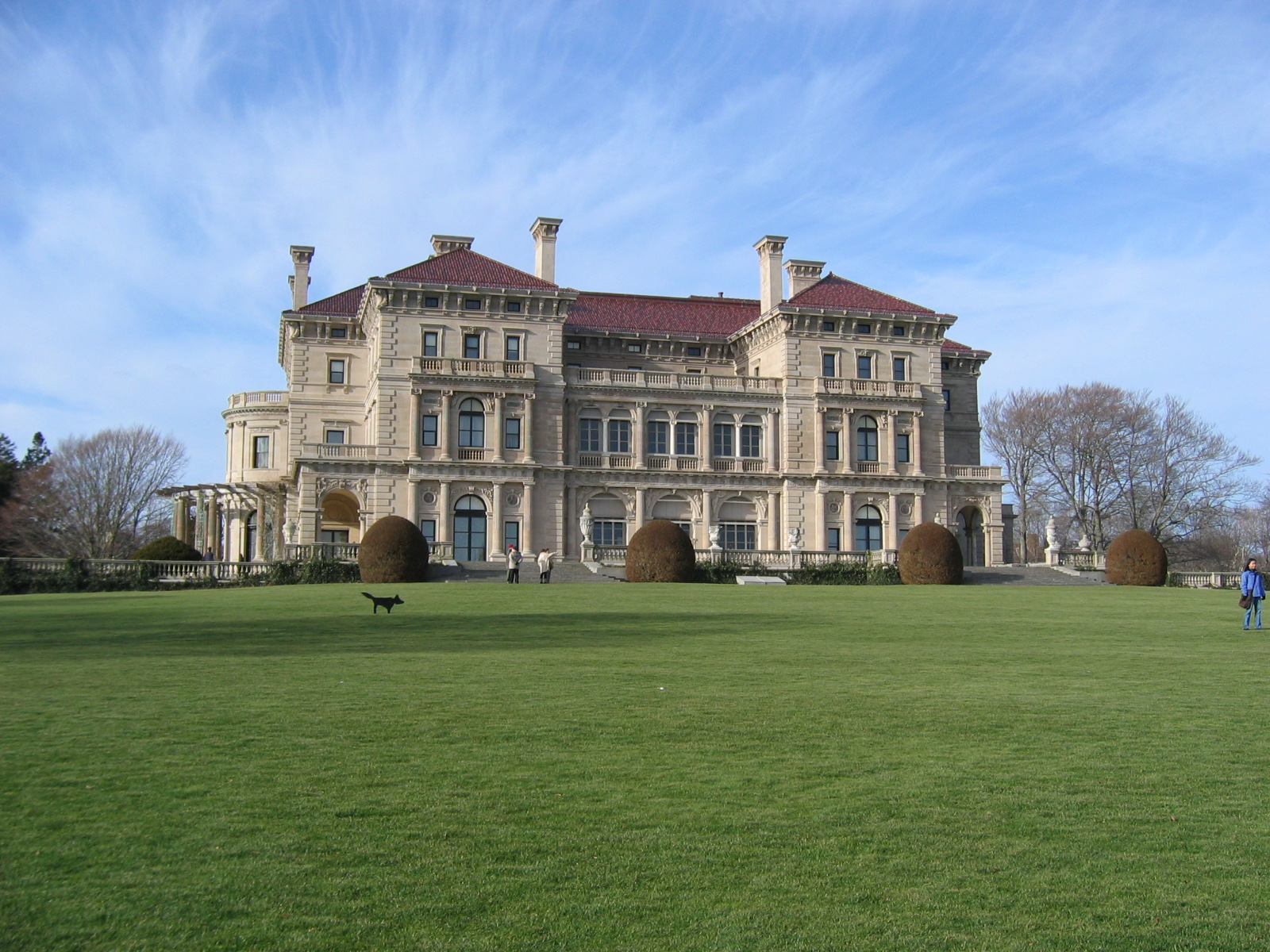

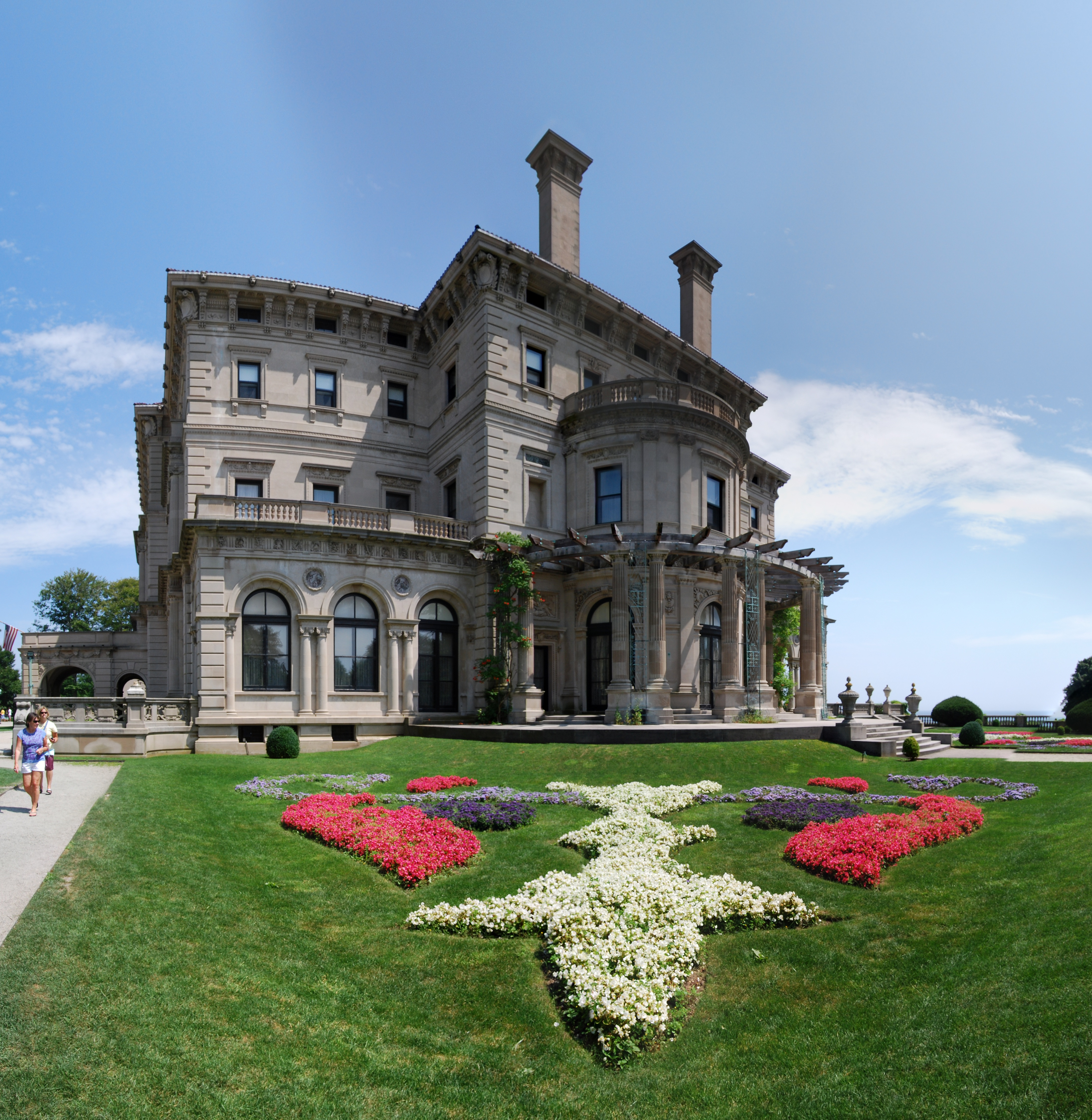

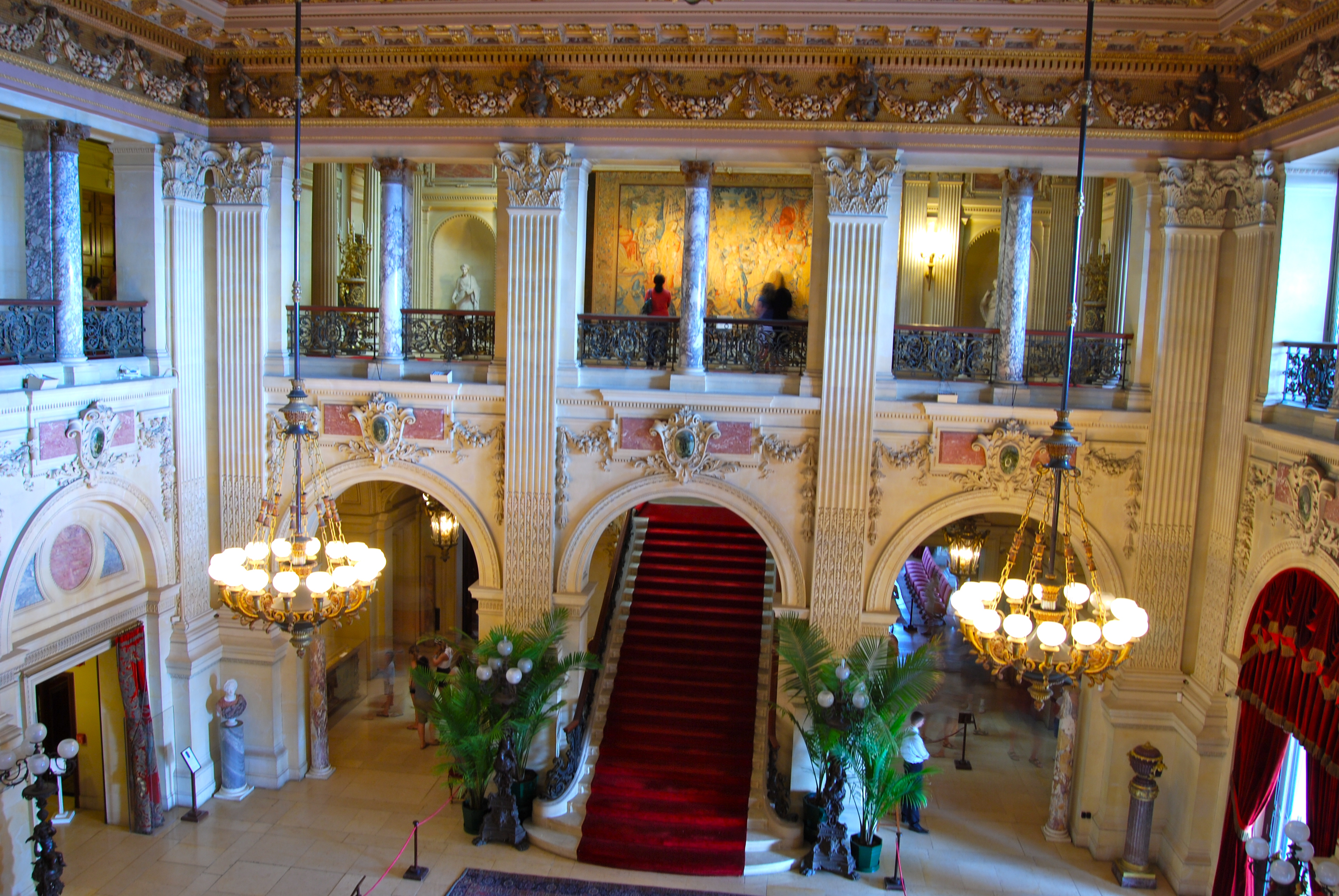
大広間

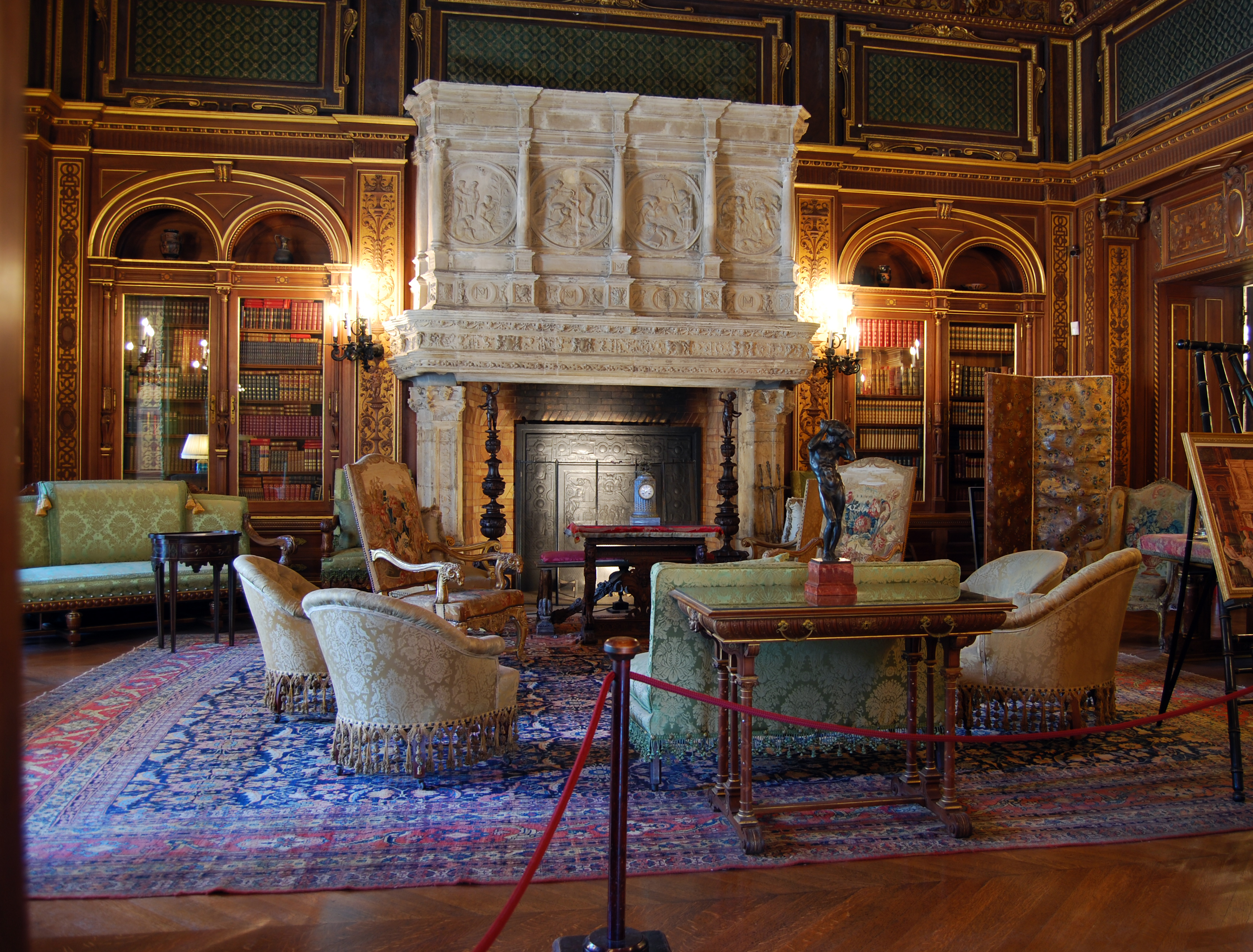
図書室

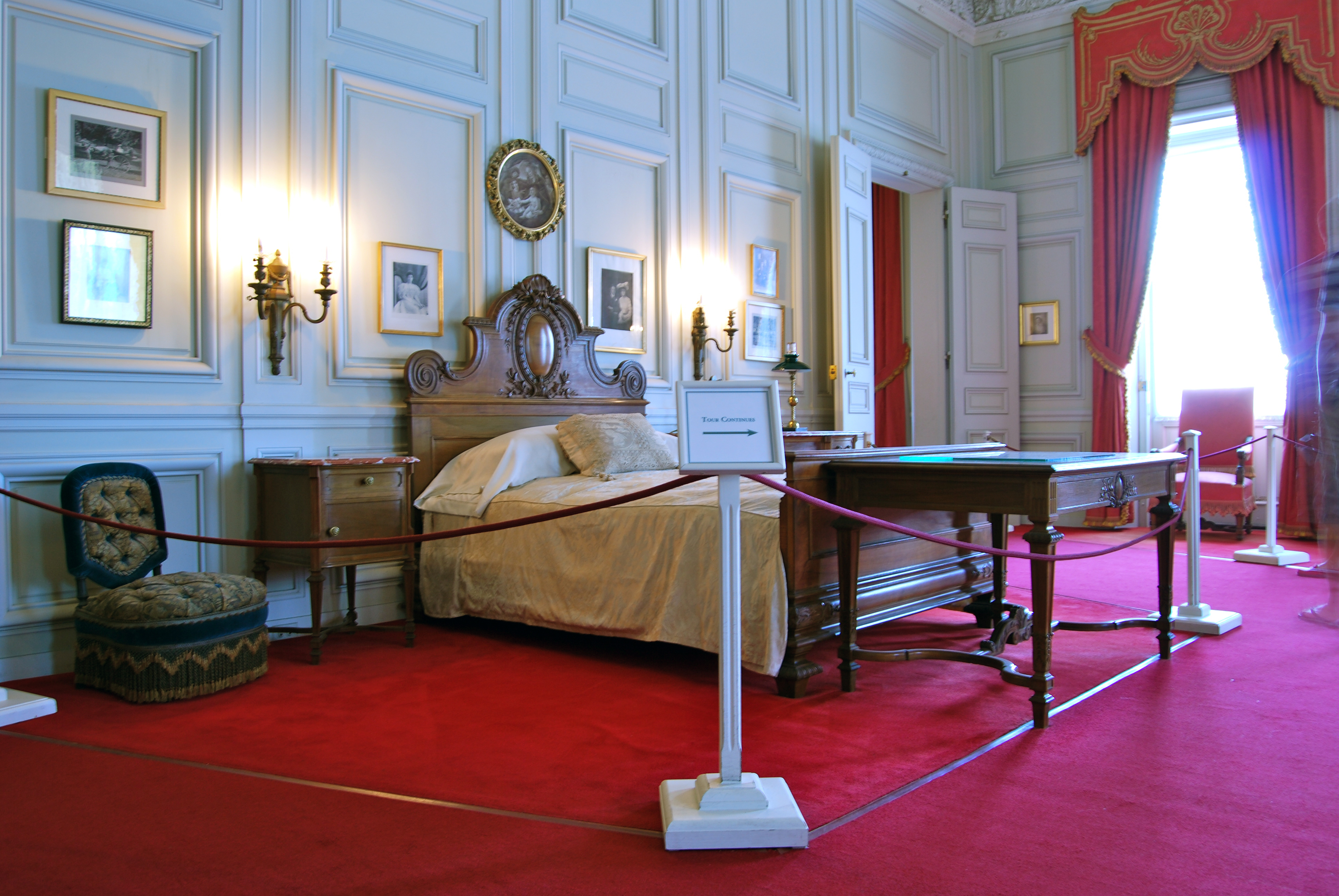
ヴァンダービルト氏の寝室

ザ・ブレーカーズ（The Breakers）は、アメリカ合衆国・ロードアイランド州ニューポートオーカー・ポイント通り（Ochre Point Avenue）、大西洋を臨む位置に建つ大邸宅。アメリカ合衆国国定歴史建造物の1つで、ベルヴュー通り歴史地区（Bellevue Avenue Historic District）の構成建築物であり、現在はニューポート郡文化財保護団体（Preservation Society of Newport County）の所有となっている。

## 概要
合衆国屈指の富豪ヴァンダービルト家の当主だったコーネリアス・ヴァンダービルト2世の夏の別邸として建てられ、いわゆるロスチャイルド風（Goût Rothschild）、あるいはボザール様式の建築様式を大いに採り入れている。設計は当時の高名な建築家リチャード・モリス・ハントが、内装はジュール・アラール（Jules Allard）とオグデン・コッドマン・ジュニア（Ogden Codman Jr）が担当した。
部屋数は70室、居住空間の総面積は約6万5000平方フィート（約6000m²）である。邸宅は1893年から1895年にかけ、1200万ドル（現在のレートに換算すると3億1000万ドル）をかけて建造された。オーカー・ポイント通りに面した正面ゲートは鉄製で装飾を施されており、通りの歩道に面した部分は30フット（9.1メートル）の、それ以外の敷地の境界でも12フット（3.6メートル）の鉄格子が張り巡らされている。ただし、海に面した部分には鉄格子は無い。5層からなる建物は中央の大ホールを中心に左右対称に広がっている。13エーカー（5万3000m²）の所有地は東側を大西洋岸の絶壁に囲まれている。

## 歴史
ブレーカーズが建つことになる敷地には、タバコ会社の経営者ピエール・ロリラード4世（Pierre Lorillard IV）が1878年に建てたアン女王様式（Queen Anne style architecture）のブレーカーズ・マンションが存在したが、1892年に火災で焼失した。その跡地を買い取ったコーネリアス・ヴァンダービルト2世は、初代ブレーカーズの教訓を生かして耐火性のある建物にすることを望み、ブレイカーズを木材を全く使わずに鋼鉄製の腕木で組み立てさせた。コーネリアス2世は暖房炉を屋敷から離れた場所に置くことまで命じ、暖房炉はオーカー・ポイント通り沿いに設置された。暖房炉が置かれたために、冬になると正面ゲート付近に積もる雪や氷は溶けてしまった。
デザイナーたちは屋内をイタリアやアフリカから輸入した大理石や、世界中から集められた珍木、モザイクなどで飾ることにした。図書室のマントルピースのように、フランスの城（シャトー）から買いつけられたものもあった。大広間（15m×15m×15mの正方形）は石灰石像で飾られ、それぞれの石像は芸術、科学、産業における人間の進歩を表現している。ガリレオ像が科学を、ダンテ像が文学を、アポロン像が芸術を、メルクリウス像が速度と商業をそれぞれ象徴する。石像は彫刻家カール・ビッターが制作した。大階段室には画家のジョン・ラファージがデザインしたステンドグラスが取り付けられた。
ブレーカーズはヴァンダービルト家が合衆国を代表する大資本家であった「金ぴか時代」の典型と言える建物である。実際、「もし金ぴか時代を集約した屋敷が1つ存在するとしたら、それはブレイカーズだ」と評する論者もいる。1895年に完成を迎えたとき、ブレイカーズはニューポート一帯の巨大邸宅群の中で最も規模が大きく、最も豪華であった。
コーネリアス2世が1899年に死去すると、未亡人のアリス・ヴァンダービルトがブレーカーズを相続し、1934年に亡くなるまで所有した。アリスはブレーカーズをハンガリー人貴族に嫁いだ末娘のグラディス・セーチェーニ伯爵夫人に譲った。グラディスの合衆国内に所有する財産が兄姉と比べて見劣りがするため、その補償として譲られたのだった。また、グラディスの兄姉たち全員が、父親の建てたこの夏の別邸に興味を持たなかった。ブレーカーズは1938年のニューイングランド・ハリケーン（1938 New England hurricane）では最小限の被害しか受けず、地所の一部が浸水しただけで済んだ。
1948年、セーチェーニ伯爵夫人は屋敷の高額な維持費に困り、屋敷を非営利法人のニューポート郡文化財保護団体（Preservation Society of Newport County）に年1ドルで貸与することにした。同団体は1972年、ブレーカーズをセーチェーニ伯爵夫人の娘でこの屋敷を受け継いでいたシルヴィア・サーパリ伯爵夫人（Sylvia Szapary）から36万5000ドルで購入した。
しかし文化財保護団体はこの売買契約に際し、3階部分に関しては旧所有者の居住権を認める契約を交わしており、したがって3階部分は現在も非公開のままである。サーパリ伯爵夫人は1998年に死去するまでこの3階部分で暮らした。彼女の血を引くサーパリ伯爵家の人々は現在も毎年夏になると、屋敷の下層を歩き回る大勢の観光客から隠れるようにして、ブレーカーズの3階で休暇を過ごしている。また保護団体が所有しているのは屋敷のみであり、建設当時から屋敷に置かれている豪奢な家具調度類はサーパリ伯爵家の所有物である。
ブレーカーズは現在、ロードアイランド州で最も多くの観光客を惹きつけているアトラクションであり、ツアー客を年中受け入れていることもあって、年間約30万人の観光客が訪れている。2009年春には経営上の問題から専用のツアーガイドの付添いを止め、より一般的になりつつあるオーディオヘッドセットによる解説を行うようになった。

## レイアウト
地下階（Basement）は使用人のスペースで、洗濯場と使用人用トイレがある。
1階（First Floor）は玄関広間、紳士用休憩室と婦人用休憩室、大広間、大階段室、柱廊、図書室、音楽室、居間（Morning Room）、車寄せ（ポーチ）、開廊（ロッジア）下側、ビリヤード室、正餐室、マリッジ・チェスト（Marriage Chest）、朝餉の間（Breakfast Room）、配膳室、台所からなる。
2階（Second Floor）はヴァンダービルト氏の寝室、ヴァンダービルト夫人の寝室、ガートルード・ヴァンダービルト嬢の寝室、開廊上側、賓客の寝室、セーチェーニ伯爵夫人の寝室、その他2つの小寝室からなる。
3階（Third Floor）は大きく南翼と北翼の2つに分かれている。南翼には8つの寝室と、オグデン・コッドマン・ジュニアの手になるルイ16世様式のクルミ材の羽目板で装飾された茶の間（Sitting room）がある。3階の北側の翼は屋敷の使用人のスペースとなっており、使用人用の数多くの狭い寝室が配置されている。しかしこの部分も豪奢なブレイカーズの一部として、ルネサンス様式に統一されている。
屋根裏階（Attic Floor）は使用人のスペースで、貯蔵・保管庫、そしてシスターン（Cistern、トイレ用貯水タンク）が置かれた。